# درويش حسن عباس
درويش حسن عباس، إماراتي الجنسية، لاعب نادي العين لكرة اليد، من مواليد 1984. يلعب في مركز «جناح». حصد مع الفريق العديد من البطولات على المستوى المحلي منها: كأس رئيس الدولة 2004، 2007 ، بطولة الدوري 1999، 2000.